# Declana
Declana là một chi bướm đêm thuộc họ Geometridae.

## Các loài
- Declana antronivea (Walker, 1865)
- Declana callista
- Declana crassitibia
- Declana feredayi
- Declana floccosa Walker, 1858
- Declana glacialis
- Declana griseata
- Declana hermione
- Declana junctilinea (Walker, 1865)
- Declana leptomera (Walker, 1858)
- Declana nigrosparsa
- Declana niveata Butler, 1879
- Declana scabra
- Declana sinuosa
- Declana toreuta
- Declana verrucosa

## Hình ảnh

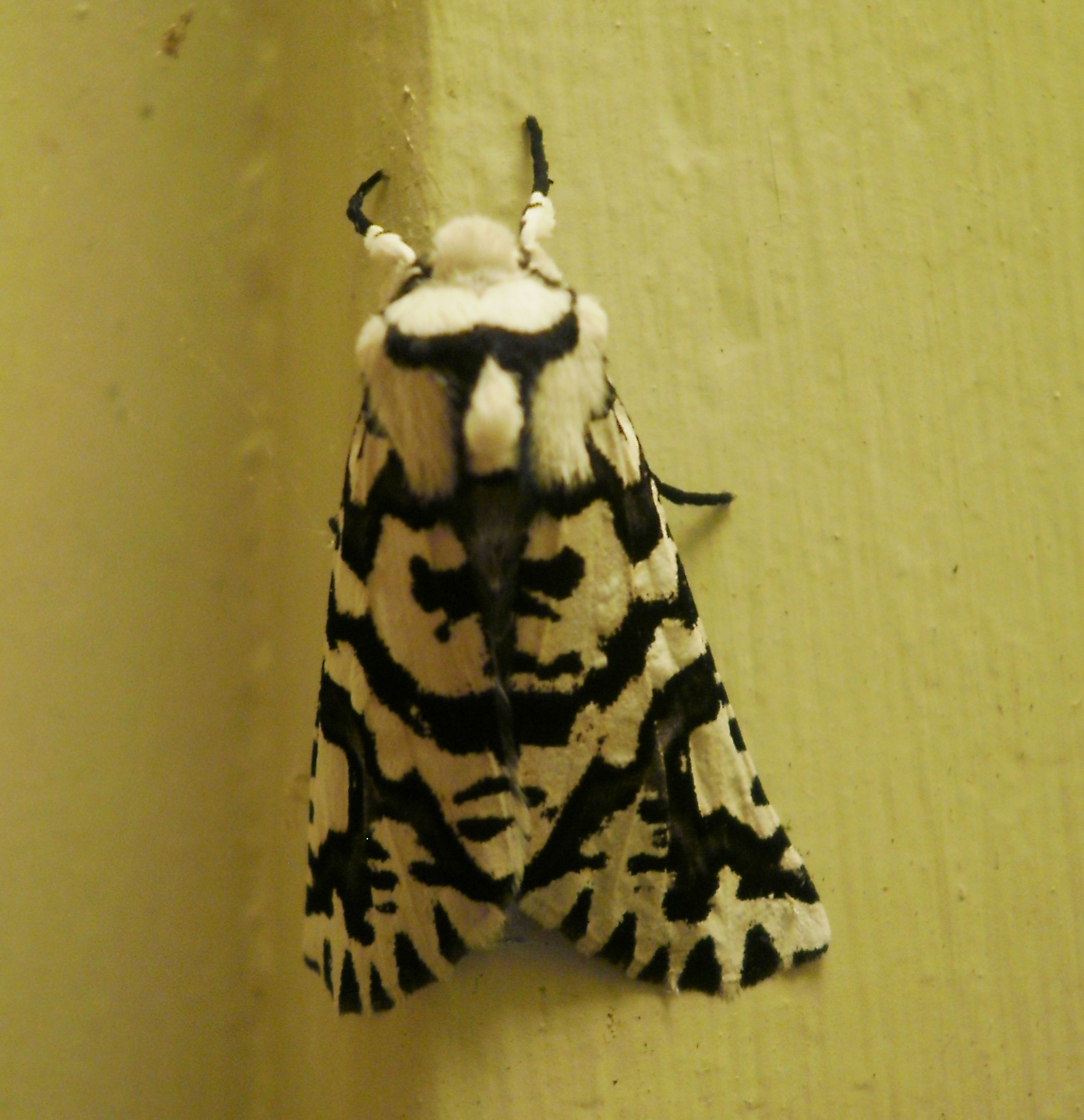